# Seznam nejdéle vládnoucích francouzských panovníků

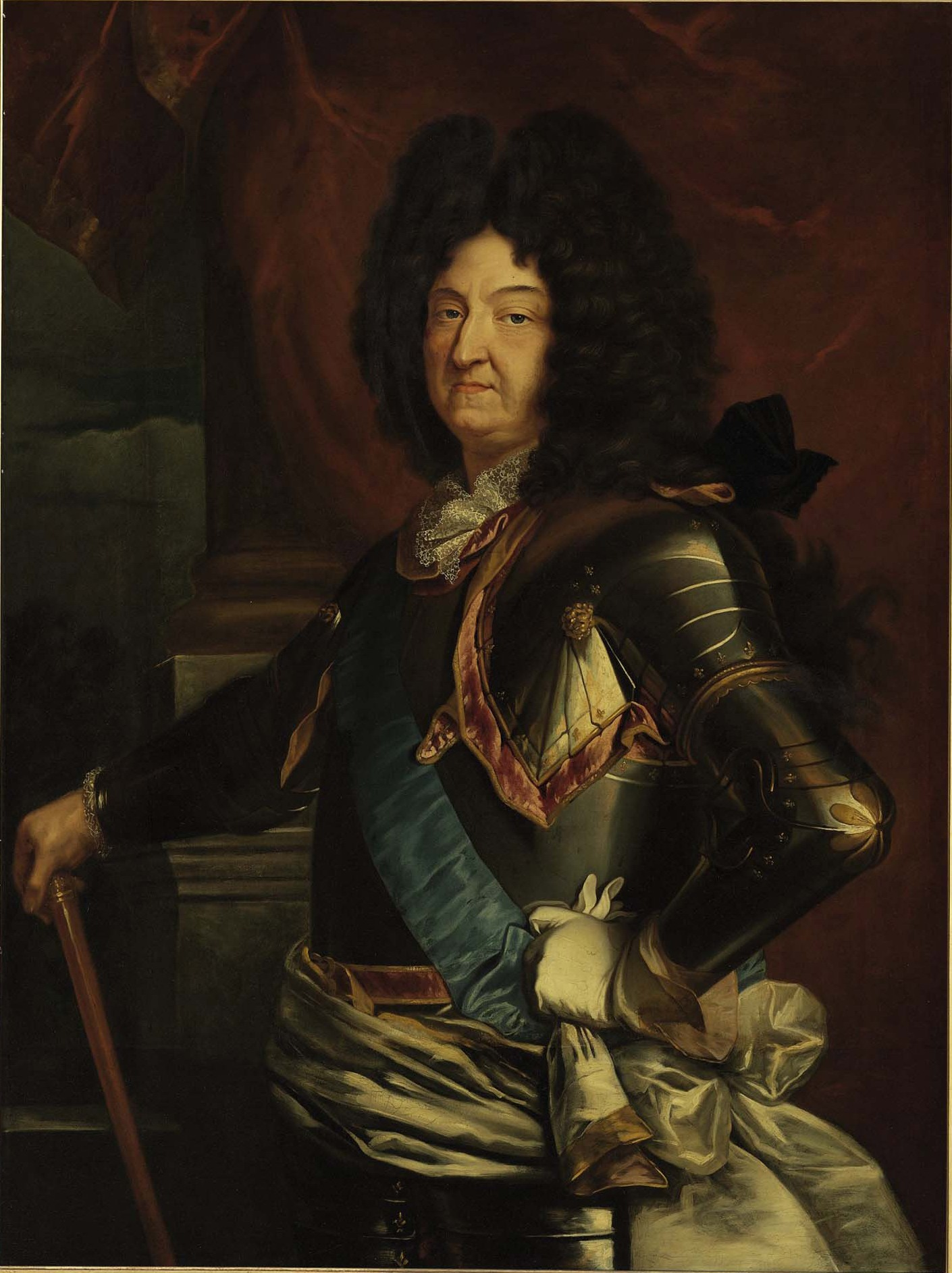
Ludvík XIV., nejdéle vládnoucí král Francie

Seznam nejdéle vládnoucích francouzských panovníků uvádí jména panovníků Francie, kteří překročili dobu dvaceti let na trůně, a další informace o nich. Konec vlády je zpravidla shodný s datem úmrtí.
Na tomto seznamu je zmíněno 17 panovníků z rodu Kapetovců (z toho 8 z hlavní větve, 4 z dynastie z Valois, 1 z Valois-Angoulême a 4 z dynastie Bourbonů) a 3 panovníci z rodu Karlovců.

Velký znak Francie za vlády dynastie Bourbonů používán v letech 1589–1789.
Znak za vlády původních Kapetovců (před rokem 1376, tzv. France Ancien)

## Seznam
| #   | Obrázek | Jméno             | Život                               | Začátek vlády     | Konec vlády        | Délka vlády      | Dynastie         | Poznámky |
| --- | ------- | ----------------- | ----------------------------------- | ----------------- | ------------------ | ---------------- | ---------------- | --- |
| 1.  |         | Ludvík XIV.       | 5. září 1638 – 1. září 1715         | 14. května 1643   | 1. září 1715       | 72 let a 110 dní | Bourboni         | král slunce |
| 2.  |         | Ludvík XV.        | 15. února 1710 – 10. květen 1774    | 1. září 1715      | 10. květen 1774    | 58 let a 251 dní | Bourboni         | Pravnuk a nástupce Ludvíka XIV. Předposlední předrevoluční král Francie. |
| 3.  |         | Filip I.          | 1052 – 29. července 1108            | 4. srpna 1060     | 29. července 1108  | 47 let a 360 dní | Kapetovci        | |
| 4.  |         | Ludvík IX.        | 25. dubna 1214 – 25. srpna 1270     | 8. listopadu 1226 | 25. srpna 1270     | 43 let a 290 dní | Kapetovci        | Byl v roce 1298 byl pro svůj příkladný život plný odříkání svatořečen. |
| 5.  |         | Ludvík VII.       | 1120/1121 – 18. září 1180           | 1. srpna 1137     | 18. září 1180      | 43 let a 48 dní  | Kapetovci        | |
| 6.  |         | Filip II.         | 21. srpna 1165 – 14. července 1223  | 18. září 1180     | 14. července 1223  | 42 let a 299 dní | Kapetovci        | Přispěl ke sjednocení Francie a odstranění vlivu anglických panovníků na kontinentě |
| 7.  |         | Karel VI.         | 3. prosince 1368 – 21. října 1422   | 16. září 1380     | 21. října 1422     | 42 let a 35 dní  | Valois           | |
| 8.  |         | Karel VII.        | 22. února 1403 – 22. července 1461  | 21. října 1422    | 22. července 1461  | 38 let a 274 dní | Valois           | Za jeho vlády skončila stoletá válka. |
| 9.  |         | Robert II.        | 27. března 972 – 20. července 1031  | 24. října 996     | 20. července 1031  | 34 let a 269 dní | Kapetovci        | |
| 10. |         | Karel II. Holý    | 13. června 823 – 6. října 877       | 843               | 6. října 877       | 33–34 let        | Karlovci         | První král Západofranské říše. |
| 11. |         | Ludvík XIII.      | 27. září 1601 – 14. května 1643     | 14. květen 1610   | 14. květen 1643    | 33 let a 0 dní   | Bourboni         | |
| 12. |         | František I.      | 12. září 1494 – 31. března 1547     | 1. ledna 1515     | 31. července 1547  | 32 let a 211 dní | Valois-Angoulême | rytířský král |
| 13. |         | Lothar I.         | 941 – 2. března 986                 | 954               | 2. března 986      | 31–32 let        | Karlovci         | |
| 14. |         | Filip IV.         | 1268 – 29. listopadu 1314           | 5. října 1285     | 29. listopadu 1314 | 29 let a 55 dní  | Kapetovci        | Proslul jako úspěšný a tvrdý vládce, který zahájil ve Francii centralizaci moci, vyhnal z ní Židy, zlikvidoval templářský řád a vynutil si přesun papežského stolce ze Říma do Avignonu a podporoval řemesla. |
| 15. |         | Jindřich I.       | 1009/1010 – 4. srpna 1060           | 20. července 1031 | 4. srpna 1060      | 29 let a 15 dní  | Kapetovci        | |
| 16. |         | Ludvík VI.        | 1. prosince 1081 – 1. srpna 1137    | 29. července 1108 | 1. srpna 1137      | 29 let a 3 dny   | Kapetovci        | |
| 17. |         | Karel III. Prostý | 17. září 879 – 7. října 929         | 898               | 923                | 24–25 let        | Karlovci         | V roce 923 sesazen a uvězněn. |
| 18. |         | Filip VI.         | 1293 – 22. srpna 1350               | 1. února 1328     | 22. srpna 1350     | 22 let a 202 dní | Valois           | Za jeho vlády začala stoletá válka. |
| 19. |         | Ludvík XI.        | 3. červenec 1423 – 30. srpen 1483   | 20. červenec 1461 | 30. srpen 1483     | 22 let a 39 dní  | Valois           | |
| 20. |         | Jindřich IV.      | 13. prosince 1553 – 14. květen 1610 | 2. srpen 1589     | 14. květen 1610    | 20 let a 285 dní | Bourboni         | Byl prvním králem z bourbonské dynastie. |